# Deanna Nolan
Deanna Nicole "Tweety" Nolan (ur. 25 sierpnia 1979 we Flint) – amerykańska koszykarka, posiadająca także rosyjskie obywatelstwo, występująca na pozycjach rzucającej oraz niskiej skrzydłowej.
W 2012 roku została aresztowana za pobicie swojej lesbijskiej żony – Dorothey Sanchez-Nolan, matki dwójki dzieci.

## Osiągnięcia
Stan na 11 maja 2017, na podstawie, o ile nie zaznaczono inaczej.

### NCAA
- Uczestniczka:
  - rozgrywek NCAA Final Four (1999)
  - turnieju NCAA (1999–2001)
- mistrzyni:
  - sezonu zasadniczego konferencji SEC (2000, 2001)
  - turnieju konferencji SEC (2001)
- Zaliczona do I składu turnieju konferencji Southeast (SEC – 2001)

### WNBA
- 3-krotna mistrzyni WNBA (2003, 2006, 2008)
- Wicemistrzyni WNBA (2007)
- MVP finałów WNBA (2006)[5]
- 5-krotna uczestniczka meczu gwiazd WNBA (2003–2007)
- 3-krotna Zawodniczka Roku klubu Detroit Shock (2007, 2008 and 2009 według Detroit Sports Broadcasters Association)
- Zaliczona do:
  - I składu:
    - WNBA (2005, 2007)
    - defensywnego WNBA (2007)

  - II składu:
    - WNBA (2003)
    - defensywnego WNBA (2005, 2006, 2008, 2009)

  - składu WNBA Top 20@20 (2016 – 20. najlepszych zawodniczek w historii WNBA)
- Jedna z kandydatek do WNBA All-Decade Team (2006)

### Inne
Drużynowe
- Mistrzyni:
  - Euroligi (2013, 2016)
  - Rosji (2009–2017)
  - Czech (2007)
  - Polski (2005)
- Wicemistrzyni:
  - Euroligi (2015)
  - Światowej Ligi FIBA (2004)
- Brąz:
  - Euroligi (2008–2012, 2014, 2017)
  - Światowej Ligi FIBA (2007)
  - mistrzostw Rosji (2008)
- Zdobywczyni:
  - pucharu:
    - Rosji (2009–2014, 2017)
    - Polski (2005)

  - Superpucharu Europy (2013, 2016)
- Finalistka Superpucharu Europy (2015)

Indywidualne
- MVP Superpucharu Europy (2013)
- Uczestniczka meczu gwiazd:
  - PLK (2005)
  - PLKK (2004)
  - Euroligi (2007)